# 9th Division (Singapur)
Die 9th Singapore Division/Infantry ist eine Division der Singapore Army.

## Gliederung
Die Division gliedert sich in folgende Verbände:
- 10th Singapore Infantry Brigade
- 12th Singapore Infantry Brigade
- 56th Singapore Armoured Brigade
- 9th Division Artillery
- 9th Divisional Support Command
- 9th Signal Battalion